# Hannacha
Hannacha là một đô thị thuộc tỉnh Médéa, Algérie. Dân số thời điểm năm 2002 là 5.784 người.